# Бєлозьорське
Білозе́рське (рос. Белозёрское) — село, центр Білозерського району Курганської області, Росія. Адміністративний центр Білозерської сільської ради.
Населення — 4141 особа (2010, 4441 у 2002).